# Liste de films post-apocalyptiques
La science-fiction post-apocalyptique a engendré nombre d'œuvres cinématographiques qui entendent proposer au public des hypothèses d'un monde post-catastrophe : hiver nucléaire, catastrophe naturelle, catastrophe sanitaire, pénurie alimentaire généralisée, etc.
Certains sont des extrapolations des problèmes politiques, sociaux ou économiques de notre monde actuel, et sont souvent des moyens de montrer le résultat que peuvent avoir certaines actions politiques (la guerre, le manque de souci écologique, l'obsession de la sécurité).
D'autres utilisent la « catastrophe » (qui n'est pas toujours expliquée précisément) pour faire table rase du passé et montrer une civilisation en train de se reconstruire, c'est par exemple le cas de The Postman, de et avec Kevin Costner, qui utilise le postier comme vecteur de civilisation.
| Apocalypse nucléaire  | Explosion nucléaire, hiver nucléaire, guerre nucléaire            |
| Guerre non nucléaire  | Guerre chimique, technologique, biologique… (non nucléaire)       |
| Catastrophe naturelle | Catastrophe naturelle (astéroïde, tornade, volcan…)               |
| Catastrophe sanitaire | Catastrophe sanitaire (virus, pollution…)                         |
| Apocalypse sociale    | Apocalypse sociale (grèves massives, disparition du lien social…) |
| Invasion de créatures | Invasion extraterrestre, ou autres créatures                      |

| Type                                         | Titre en version française                                                 | Titre en version originale                               | Réalisateur                              | Année | Origine                                           |
| -------------------------------------------- | -------------------------------------------------------------------------- | -------------------------------------------------------- | ---------------------------------------- | ----- | ------------------------------------------------- |
| Apocalypse nucléaire                         | Furiosa : Une saga Mad Max                                                 | Furiosa : A Mad Max Saga                                 | George Miller                            | 2024  | Australie                                         |
| Apocalypse nucléaire                         | Point limite                                                               | Fail-Safe                                                | Sidney Lumet                             | 1964  | États-Unis                                        |
| Apocalypse nucléaire                         | O-bi, O-ba - Koniec cywilizacji                                            | O-bi, O-ba - Koniec cywilizacji                          | Piotr Szulkin                            | 1985  | Pologne                                           |
| Invasion de créatures                        | La Guerre des Mondes                                                       | Wojna swiatów - nastepne stulecie                        | Piotr Szulkin                            | 1981  | Pologne                                           |
| Apocalypse nucléaire                         | Les Survivants                                                             | Z For Zachariah                                          | Craig Zobel                              | 2015  | américano-islandais                               |
|                                              | 10 Cloverfield Lane                                                        |                                                          | Dan Trachtenberg                         | 2016  | États-Unis                                        |
|                                              | 20 Years After (en)                                                        | 20 Years After                                           | Jim Torres                               | 2008  | États-Unis                                        |
| Catastrophe sanitaire                        | 28 jours plus tard                                                         | 28 Days Later                                            | Danny Boyle                              | 2002  | Royaume-Uni                                       |
| [ 1 ]                                        | La Route                                                                   | The Road                                                 | John Hillcoat                            | 2009  | États-Unis                                        |
| Catastrophe sanitaire                        | 28 semaines plus tard                                                      | 28 Weeks Later                                           | Juan Carlos Fresnadillo                  | 2007  | Royaume-Uni                                       |
| Apocalypse nucléaire                         | 2019 après la chute de New York                                            | 2019 - Dopo la caduta di New York                        | Sergio Martino                           | 1983  | Italie France                                     |
| [ 2 ]                                        | 2020 Texas Gladiators                                                      | Anno 2020 : I gladiatori del futuro                      | Joe D'Amato                              | 1983  | Italie                                            |
|                                              | Absolon                                                                    | Absolon                                                  | David DeBartolomé                        | 2003  | Canada Royaume-Uni                                |
| Catastrophe sanitaire                        | Æon Flux                                                                   | Æon Flux                                                 | Karyn Kusama                             | 2004  | États-Unis                                        |
| Apocalypse nucléaire                         | The Aftermath (en)                                                         | The Aftermath                                            | Steve Barkett                            | 1982  | États-Unis                                        |
|                                              | Aftershock                                                                 | Aftershock                                               | Franck Harris                            | 1990  | États-Unis                                        |
| Catastrophe sanitaire                        | After Earth                                                                | After Earth                                              | M. Night Shyamalan                       | 2013  | États-Unis                                        |
|                                              | After the Apocalypse (en)                                                  | After the Apocalypse                                     | Yasuaki Nakajima                         | 2004  | États-Unis                                        |
| Invasion de créatures                        | Against the Dark                                                           | Against the Dark                                         | Richard Crudo (en)                       | 2009  | États-Unis                                        |
| [ 3 ]                                        | L'Âge de cristal                                                           | Logan's Run                                              | Michael Anderson                         | 1976  | États-Unis                                        |
| [ 4 ]                                        | A.I. Intelligence artificielle                                             | Artificial Intelligence: A.I.                            | Steven Spielberg                         | 2001  | États-Unis                                        |
| Apocalypse nucléaire                         | Akira                                                                      | Akira                                                    | Katsuhiro Ōtomo                          | 1988  | Japon                                             |
| Apocalypse nucléaire                         | Akodos                                                                     | Akodos                                                   | Mathias Chelebourg                       | 2010  | France                                            |
| Invasion de créatures                        | Alien Apocalypse                                                           | Alien Apocalypse                                         | Josh Becker (en)                         | 2005  | États-Unis                                        |
|                                              | All Tomorrow's Parties                                                     | All Tomorrow's Parties                                   | Yu Lik-wai                               | 2004  | Chine                                             |
|                                              | The Darkness Beyond (cy)                                                   | L'altrove                                                | Ivan Zuccon                              | 2001  | Italie                                            |
|                                              | Amazon Warrior                                                             | Amazon Warrior                                           | Dennis Devine                            | 1998  | États-Unis                                        |
| Apocalypse nucléaire                         | America 3000 (en)                                                          | America 3000                                             | David Engelbach                          | 1986  | États-Unis                                        |
| [ 5 ]                                        | American Cyborg: Steel Warrior                                             | American Cyborg                                          | Boaz Davidson (en)                       | 1994  | États-Unis                                        |
|                                              | Animales racionales                                                        | Animales racionales                                      | Eligio Herrero                           | 1983  | Espagne                                           |
|                                              | A.P.E.X.                                                                   | A.P.E.X.                                                 | Phillip J. Roth                          | 1994  | États-Unis                                        |
| Apocalypse nucléaire                         | Apocalypse 2024                                                            | A Boy and His Dog                                        | L. Q. Jones                              | 1975  | États-Unis                                        |
|                                              | Apocalypse and the Beauty Queen                                            | Apocalypse and the Beauty Queen                          | Thomas Smugala                           | 2005  | États-Unis                                        |
| [ 6 ]                                        | Apocalypse Warriors: Raiders of the Sun                                    | Apocalypse Warriors: Raiders of the Sun                  | Cirio H. Santiago                        | 1992  | Philippines                                       |
| Guerre non nucléaire                         | Appleseed                                                                  | Appleseed                                                | Kazuyoshi Katayama (en)                  | 1994  | Japon                                             |
| Guerre non nucléaire                         | Appleseed                                                                  | Appleseed                                                | Shinji Aramaki                           | 2004  | Japon                                             |
| Guerre non nucléaire                         | Appleseed Ex Machina                                                       | Appleseed                                                | Shinji Aramaki                           | 2007  | Japon                                             |
| Catastrophe sanitaire                        | Ark, le dieu robot                                                         | Ark                                                      | Kenny Hwang                              | 2004  | États-Unis Corée du Sud                           |
|                                              | Ark : L'Exode                                                              | Ark: The Exodus                                          | Grzegorz Jonkajtys (pl) Marcin Kobylecki | 2004  | Pologne                                           |
| Catastrophe sanitaire                        | L'Armée des morts                                                          | Dawn of the Dead                                         | Zack Snyder                              | 2004  | États-Unis                                        |
| Apocalypse nucléaire                         | Assault Girls                                                              | Asaruto Gâruzu                                           | Mamoru Oshii                             | 2009  | Japon                                             |
| Apocalypse nucléaire                         | Atomic College                                                             | Class of Nuke'Em High                                    | Lloyd Kaufman                            | 1986  | États-Unis                                        |
| Apocalypse nucléaire                         | Atomic Cyborg                                                              | Vendetta dal futuro                                      | Sergio Martino                           | 1986  | Italie                                            |
| [ 7 ]                                        | Automatons (en)                                                            | Automatons                                               | James Felix McKenney (en)                | 2006  | États-Unis                                        |
| Catastrophe sanitaire                        | Autumn: Fin du monde                                                       | Autumn                                                   | Steven Rumbelow (en)                     | 2009  | Canada                                            |
|                                              | L'Avant-dernier                                                            | L'Avant-dernier                                          | Luc Besson                               | 1981  | France                                            |
| Invasion de créatures                        | Battlefield Earth : Terre champ de bataille                                | Battlefield Earth: A Saga of the Year 3000               | Roger Christian                          | 2000  | États-Unis                                        |
|                                              | Battle Queen 2020                                                          | Battle Queen 2020                                        | Daniel d' Or                             | 2001  | États-Unis Canada                                 |
|                                              | The Beach Party at the Threshold of Hell (en)                              | The Beach Party at the Threshold of Hell                 | Jonny Gilette Kevin Wheatley             | 2006  | États-Unis                                        |
|                                              | Beyond the Grave                                                           | Porto dos Mortos                                         | Davi de Oliveira Pinheiro                | 2009  | Brésil                                            |
| Catastrophe sanitaire                        | Bienvenue à Zombieland                                                     | Zombieland                                               | Ruben Fleischer                          | 2009  | États-Unis                                        |
| Guerre non nucléaire                         | Le Big Bang                                                                | Le Big Bang                                              | Picha                                    | 1984  | Belgique France                                   |
| Apocalypse nucléaire                         | Bleak Future                                                               | Bleak Future                                             | Brian O'Malley                           | 1997  | États-Unis                                        |
|                                              | Bloodfist 2050 (en)                                                        | Bloodfist 2050                                           | Cirio H. Santiago                        | 2005  | Philippines                                       |
|                                              | Body#82                                                                    | Body#82                                                  | Ethan Rublee                             | 2005  | États-Unis                                        |
| Apocalypse nucléaire                         | La Bombe                                                                   | The War Game                                             | Peter Watkins                            | 1966  | Royaume-Uni                                       |
|                                              | Booby Trap                                                                 | Wired to Kill                                            | Francis Schaeffer                        | 1986  | États-Unis                                        |
|                                              | Il giustiziere del Bronx (en)                                              | Il giustiziere del Bronx                                 | Vanio Amici (de)                         | 1989  | Italie                                            |
| Guerre non nucléaire                         | Le Bunker de la dernière rafale                                            | Le Bunker de la dernière rafale                          | Marc Caro Jean-Pierre Jeunet             | 1981  | France                                            |
|                                              | Burst City (en)                                                            | Bakuretsu Toshi                                          | Sogo Ishii                               | 1982  | Japon                                             |
| Apocalypse nucléaire                         | Café Flesh                                                                 | Café Flesh                                               | Stephen Sayadian                         | 1982  | États-Unis                                        |
| Apocalypse nucléaire                         | Café Flesh 2                                                               | Café Flesh II                                            | Antonio Passolini                        | 1997  | États-Unis                                        |
| Apocalypse nucléaire                         | Café Flesh 3                                                               | Café Flesh III                                           | Anthony Lovett (en)                      | 2003  | États-Unis                                        |
|                                              | Le Camion de la mort                                                       | Warlords of the Twenty-First Century                     | Harley Cokeliss                          | 1983  | Nouvelle-Zélande                                  |
| Apocalypse nucléaire                         | Captive Women (en)                                                         | Captive Women                                            | Stuart Gilmore                           | 1952  | États-Unis                                        |
| Guerre non nucléaire                         | Casshern                                                                   | キャシャーン                                             | Kazuaki Kiriya                           | 2004  | Japon                                             |
|                                              | The Challenge (de)                                                         | Kampfansage: der letzte Schüler                          | Johannes Jaeger                          | 2005  | Allemagne                                         |
| Catastrophe naturelle                        | Chasse à l'homme                                                           | Cold Harvest                                             | Isaac Florentine (en)                    | 1999  | États-Unis                                        |
| ?                                            | Le Château dans le ciel                                                    | Tenkū no Shiro Rapyuta                                   | Hayao Miyazaki                           | 1986  | Japon                                             |
|                                              | Cherry 2000                                                                | Cherry 2000                                              | Steve De Jarnatt                         | 1987  | États-Unis                                        |
| Guerre non nucléaire                         | Le Chevalier du monde perdu                                                | I predatori dell'anno Omega                              | David Worth                              | 1983  | Italie États-Unis                                 |
| [ 8 ]                                        | Les Chevaliers du futur                                                    | Knights                                                  | Albert Pyun                              | 1993  | États-Unis                                        |
| Apocalypse nucléaire                         | Chosen Survivors (en)                                                      | Chosen Survivors                                         | Sutton Roley                             | 1974  | États-Unis                                        |
| Apocalypse nucléaire                         | Le Cimetière des voitures                                                  | Le Cimetière des voitures                                | Fernando Arrabal                         | 1983  | France                                            |
| Apocalypse nucléaire                         | Cinq survivants                                                            | Five                                                     | Arch Oboler                              | 1951  | États-Unis                                        |
| [ 9 ]                                        | Circuitry Man                                                              | Circuitry Man                                            | Robert Lovy Steven Lovy                  | 1990  | États-Unis                                        |
| [ 9 ]                                        | [[Plughead Rewired: Circuitry Man II\|Plughead Rewired: Circuitry Man II]] | Plughead Rewired: Circuitry Man II                       | Robert Lovy Steven Lovy                  | 1994  | États-Unis                                        |
|                                              | La Cité de l'ombre                                                         | City of Ember                                            | Gil Kenan                                | 2008  | États-Unis                                        |
| [ 10 ]                                       | City Limits (en)                                                           | City Limits                                              | Aaron Lipstadt                           | 1986  | États-Unis                                        |
|                                              | City of Rott (en)                                                          | City of Rott                                             | Frank Sudol                              | 2006  | États-Unis                                        |
|                                              | Cl.One                                                                     | Cl.One                                                   | Jason Tomaric                            | 2005  | États-Unis Royaume-Uni                            |
|                                              | Crazy Thunder Road                                                         | Kuruizaki sanda rodo                                     | Sogo Ishii                               | 1980  | Japon                                             |
| Catastrophe naturelle                        | The Colony                                                                 | The Colony                                               | Jeff Renfroe                             | 2013  | Canada                                            |
| Apocalypse nucléaire                         | Conqueror                                                                  | She                                                      | Avi Nesher                               | 1982  | Italie                                            |
| Apocalypse nucléaire                         | The Creation of the Humanoids                                              | Revolt of the Humanoïds                                  | Wesley Barry                             | 1962  | États-Unis                                        |
| Apocalypse nucléaire                         | Creepozoids                                                                | Creepozoids                                              | David DeCoteau                           | 1987  | États-Unis                                        |
| Apocalypse nucléaire                         | Crime Zone                                                                 | Crime Zone                                               | Luis Llosa                               | 1988  | États-Unis                                        |
|                                              | Cris d'extase                                                              | Cries of Ecstasy-Blows of Death                          | Antony Weber                             | 1973  | États-Unis                                        |
| Catastrophe sanitaire                        | Cyborg                                                                     | Cyborg                                                   | Albert Pyun                              | 1989  | États-Unis                                        |
|                                              | Cyborg 2: Glass Shadow                                                     | Cyborg 2: Glass Shadow                                   | Michael Schroeder                        | 1993  | États-Unis                                        |
|                                              | Cyborg 3: The Recycler (en)                                                | Cyborg 3: The Recycler                                   | Michael Schroeder                        | 1994  | États-Unis                                        |
|                                              | Dakota Bound                                                               | Dakota Bound: White Slave Lovers                         | Lloyd A. Simandl                         | 2001  | Canada                                            |
| Guerre non nucléaire                         | The Dark Hour                                                              | Hora fría                                                | Elio Quiroga                             | 2006  | Espagne                                           |
| Catastrophe sanitaire                        | Le Jour des morts                                                          | Day of the Dead                                          | Steve Miner                              | 2007  | États-Unis                                        |
| Apocalypse nucléaire                         | Day the World Ended                                                        | Day the World Ended                                      | Roger Corman                             | 1955  | États-Unis                                        |
| Catastrophe naturelle                        | Daybreak, le métro de la mort                                              | Daybreak                                                 | Jean Pellerin                            | 2000  | États-Unis                                        |
| Invasion de créatures                        | Daybreakers                                                                | Daybreakers                                              | Peter Spierig et Michael Spierig         | 2010  | Australie États-Unis                              |
| Apocalypse nucléaire                         | Deadland                                                                   | Deadland                                                 | Damon O'Steen                            | 2009  | États-Unis                                        |
|                                              | Deadly Reactor                                                             | Deadly Reactor                                           | David Heavner                            | 1989  | États-Unis                                        |
|                                              | Dead Man Walking                                                           | Dead Man Walking                                         | Gregory Dark                             | 1988  | États-Unis                                        |
|                                              | Dead or Alive 3                                                            | Dead or Alive 3                                          | Takashi Miike                            | 2002  | Japon                                             |
|                                              | Deathlands: Homeward Bound                                                 | Deathlands: Homeward Bound                               | Joshua Butler                            | 2003  | États-Unis                                        |
|                                              | Death Run                                                                  | Death Run                                                | Michael J. Murphy                        | 1987  | Italie                                            |
| Apocalypse nucléaire                         | Def-Con 4                                                                  | Defense Condition 4                                      | Paul Donovan                             | 1985  | Canada                                            |
|                                              | Defcon 2012                                                                | Defcon 2012                                              | R. Christian Anderson                    | 2010  | États-Unis                                        |
| [ 12 ]                                       | Delicatessen                                                               | Delicatessen                                             | Marc Caro Jean-Pierre Jeunet             | 1991  | France                                            |
|                                              | Deluge                                                                     | Deluge                                                   | Felix E. Feist                           | 1933  | États-Unis                                        |
|                                              | Demain les mômes                                                           | Demain les mômes                                         | Jean Pourtalé                            | 1976  | France                                            |
| Apocalypse nucléaire                         | Le Dernier Combat                                                          | Le Dernier Combat                                        | Luc Besson                               | 1983  | France                                            |
| Guerre non nucléaire                         | Le Dernier Homme                                                           | Le Dernier Homme                                         | Charles L. Bitsch                        | 1970  | France                                            |
|                                              | Le Dernier Homme sur Terre                                                 | The Last Man on Planet Earth                             | Kenneth Biller                           | 1999  | États-Unis                                        |
| Apocalypse nucléaire                         | Le Dernier Missile                                                         | Radioactive Dreams                                       | Albert Pyun                              | 1986  | États-Unis Mexique                                |
| Apocalypse nucléaire                         | Le Dernier Rivage                                                          | On the Beach                                             | Stanley Kramer                           | 1959  | États-Unis                                        |
| [ 13 ]                                       | Le Dernier Survivant                                                       | The Quiet Earth                                          | Geoff Murphy                             | 1985  | Nouvelle-Zélande                                  |
| Apocalypse nucléaire                         | Le Dernier Testament                                                       | Testament                                                | Lynne Littman                            | 1983  | États-Unis                                        |
| Catastrophe naturelle                        | La Dernière Femme sur Terre                                                | Last Woman on Earth                                      | Roger Corman                             | 1960  | États-Unis                                        |
| Apocalypse nucléaire                         | La Dernière Guerre de l'Apocalypse                                         | The Last War                                             | Shuei Matsubayashi                       | 1961  | États-Unis                                        |
| Apocalypse nucléaire                         | Desert Warrior                                                             | Desert Warrior                                           | Jim Goldman                              | 1989  | États-Unis                                        |
| Apocalypse nucléaire                         | The Divide                                                                 | The Divide                                               | Xavier Gens                              | 2011  | Allemagne États-Unis Canada                       |
|                                              | Diesel                                                                     | Diesel                                                   | Robert Kramer                            | 1985  | France                                            |
| Guerre non nucléaire                         | Divergente                                                                 | Divergente                                               | Neil Burger                              | 2014  | États-Unis                                        |
|                                              | Doom Runners                                                               | Doom Runners                                             | Brendan Maher                            | 1997  | Australie                                         |
|                                              | Doomsday                                                                   | Doomsday                                                 | Neil Marshall                            | 2008  | Royaume-Uni                                       |
|                                              | Doomwatch                                                                  | Doomwatch                                                | Peter Sasdy                              | 1972  | Royaume-Uni                                       |
|                                              | Dragon Cop                                                                 | Karate Cop                                               | Alan Roberts                             | 1991  | États-Unis                                        |
| Catastrophe naturelle                        | Dragon Head                                                                | Doragon heddo                                            | Jôji Iida                                | 2003  | Japon                                             |
|                                              | Dream Warrior                                                              | Dream Warrior                                            | Zachary Weintraub                        | 2004  | États-Unis Croatie                                |
|                                              | Driving Force                                                              | Driving Force                                            | Andrew Prowse (en)                       | 1990  | États-Unis Philippines                            |
| Catastrophe naturelle                        | Dune Warriors                                                              | Dune Warriors                                            | Cirio Santiago                           | 1990  | États-Unis Philippines                            |
| Invasion de créatures                        | The Earth Dies Screaming                                                   | Earth Dies Screaming                                     | Terence Fisher                           | 1965  | Royaume-Uni                                       |
| Apocalypse nucléaire                         | Ecce homo                                                                  | Ecce homo: I sopravvissuti                               | Bruno Gaburro                            | 1969  | Italie                                            |
|                                              | Empire of Ash 2                                                            | Empire of Ash 2                                          | Michael Mazo                             | 1988  | Canada                                            |
|                                              | Empire of Ash 3                                                            | Empire of Ash 3                                          | Lloyd Simandl                            | 1989  | Canada                                            |
|                                              | Empty World                                                                | Leere Welt                                               | Wolfgang Panzer                          | 1987  | Allemagne                                         |
|                                              | Encrypt                                                                    | Encrypt                                                  | Oscar Costo                              | 2003  | Canada États-Unis                                 |
| Invasion de créatures                        | The End of Evangelion                                                      | Shin Seiki Evangerion Gekijō-ban: Ea/Magokoro o, Kimi ni | Hideaki Anno                             | 1997  | Japon                                             |
| Apocalypse nucléaire                         | Equilibrium                                                                | Equilibrium                                              | Kurt Wimmer                              | 2003  | États-Unis                                        |
|                                              | Escape from Safehaven                                                      | Escape from Safehaven                                    | Brian T. Jones James McCalmont           | 1989  | États-Unis                                        |
|                                              | Eternal Fist                                                               | Eternal Fist                                             | Teddy Page                               | 1991  | États-Unis Hong Kong                              |
| Invasion de créatures                        | Evangelion: 1.0 You Are (Not) Alone                                        | Evangerion Shin Gekijōban: Jo                            | Hideaki Anno                             | 2007  | Japon                                             |
| Invasion de créatures                        | Evangelion: 2.0 You Can (Not) Advance                                      | Evangerion Shin Gekijōban: Ha                            | Hideaki Anno                             | 2009  | Japon                                             |
| Invasion de créatures                        | Evangelion: 3.0 You Can (Not) Redo                                         | Evangerion Shin Gekijōban: Q                             | Hideaki Anno                             | 2012  | Japon                                             |
|                                              | Ever Since the World Ended                                                 | Ever Since the World Ended                               | Calum Grant Joshua Atesh Litle           | 2001  | États-Unis                                        |
|                                              | Executioners                                                               | Xian dai hao xia zhuan                                   | Johnnie To                               | 1993  | Hong Kong                                         |
| [ 14 ]                                       | Les Exterminateurs de l'an 2000                                            | Apocalypse Warriors: Equalizer 2000                      | Cirio H. Santiago                        | 1986  | Philippines                                       |
| Apocalypse nucléaire                         | Les Exterminateurs de l'an 3000                                            | Il giustiziere della strada                              | Giuliano Carnimeo                        | 1984  | Italie                                            |
|                                              | Extinction                                                                 | Extinction                                               | Miguel Ángel Vivas                       | 2015  | Espagne États-Unis                                |
|                                              | Ezra Crane                                                                 | Ezra Crane                                               | Matt Davids                              | 2008  | États-Unis                                        |
|                                              | Facing Extinction                                                          | Android Apocalypse                                       | Paul Ziller                              | 2006  | États-Unis Canada                                 |
|                                              | Fando et Lis                                                               | Fando y Lis                                              | Alejandro Jodorowsky                     | 1967  | Mexique                                           |
|                                              | Fido                                                                       | Fido                                                     | Andrew Currie (en)                       | 2006  | Canada                                            |
| Apocalypse nucléaire                         | Fin d'août à l'hôtel Ozone                                                 | Konec srpna v Hotelu Ozon                                | Jan Schmidt                              | 1967  | Tchécoslovaquie                                   |
|                                              | La Fin du monde d'après Nostradamus                                        | Nosutoradamusu no daiyogen                               | Toshio Masuda                            | 1974  | Japon                                             |
|                                              | Final Experiment                                                           | Prototype                                                | Phillip J. Roth                          | 1992  | États-Unis                                        |
| Catastrophe naturelle                        | Final Fantasy VII: Advent Children                                         | Fainaru Fantajī Sebun Adobento Chirudoren                | Tetsuya Nomura                           | 2001  | États-Unis Japon                                  |
|                                              | Final Shot                                                                 | Final Shot                                               | Kristian Levring                         | 1987  | Danemark                                          |
|                                              | Finch                                                                      | Finch                                                    | Miguel Sapochnik                         | 2021  | États-Unis Royaume-Uni                            |
|                                              | Firebird 2015 A.D.                                                         | Firebird 2015 A.D.                                       | David Robertson                          | 1981  | États-Unis Canada                                 |
|                                              | Fire Fight                                                                 | Fire Fight                                               | Scott Pfeiffer                           | 1988  | États-Unis                                        |
| Apocalypse nucléaire                         | Transmutations (en)                                                        | Hell Comes to Frogtown                                   | Donald G. Jackson                        | 1988  | États-Unis                                        |
| Apocalypse nucléaire                         | Return to Frogtown (en)                                                    | Return to Frogtown                                       | Donald G. Jackson                        | 1993  | États-Unis                                        |
| Apocalypse nucléaire                         | Max Hell Frog Warrior (en)                                                 | Max Hell Frog Warrior                                    | Donald G. Jackson                        | 1996  | États-Unis                                        |
| Apocalypse nucléaire                         | The Frozen Atlantis                                                        | Det frusna Atlantis                                      | Björn Kullander                          | 1980  | Suède                                             |
|                                              | Fugue State                                                                | Fugue State                                              | Tim Mc Clelland                          | 2008  | États-Unis                                        |
|                                              | Future Force                                                               | Future Force                                             | David A. Prior                           | 1990  | États-Unis                                        |
|                                              | Future Kill                                                                | Future Kill                                              | Ronald W. Moore                          | 1985  | États-Unis                                        |
| Apocalypse nucléaire                         | Gangland 2010 : Les Barbares de l'apocalypse                               | Gangland                                                 | Art Camacho                              | 2000  | États-Unis                                        |
| [ 15 ]                                       | Gas-s-s-s                                                                  | Gas-s-s-s                                                | Roger Corman                             | 1971  | États-Unis                                        |
| Catastrophe naturelle                        | GiAnts                                                                     | GiAnts                                                   | Carribou Seto                            | 2003  | États-Unis                                        |
| Apocalypse nucléaire                         | Le Gladiateur du futur                                                     | Endgame: Bronx lotta finale                              | Joe D'Amato                              | 1983  | Italie                                            |
| Apocalypse nucléaire                         | Les Gladiateurs de l'an 3000                                               | Deathsport                                               | Allan Arkush                             | 1978  | États-Unis                                        |
|                                              | Les Gladiateurs de l'apocalypse                                            | Robot Jox                                                | Stuart Gordon                            | 1990  | États-Unis                                        |
| Apocalypse nucléaire                         | Glen and Randa                                                             | Glen and Randa                                           | Jim McBride                              | 1971  | États-Unis                                        |
| [ 16 ]                                       | Goodman Town                                                               | Goodman Town                                             | Sakchai Sriboonnak                       | 2002  | Thaïlande                                         |
|                                              | Le Guerrier de l'espace                                                    | Spacehunter: Adventures in the Forbidden Zone            | Lamont Johnson                           | 1983  | Canada États-Unis                                 |
|                                              | Les Guerriers du soleil                                                    | Solarbabies                                              | Alan Johnson                             | 1986  | États-Unis                                        |
| Apocalypse nucléaire                         | The Gunslinger Grifter Logan                                               | The Gunslinger Grifter Logan                             | Steven Ruback                            | 2011  | États-Unis                                        |
| [ 17 ]                                       | Gwen, le livre de sable                                                    | Gwen, le livre de sable                                  | Jean-François Laguionie                  | 1985  | France                                            |
|                                              | Hard Knuckle                                                               | Hard Knuckle                                             | Lex Marinos                              | 1987  | Australie                                         |
|                                              | Hardware                                                                   | Hardware                                                 | Richard Stanley                          | 1990  | Royaume-Uni                                       |
| Catastrophe naturelle ?                      | Hell                                                                       | Hell                                                     | Tim Fehlbaum                             | 2011  | Allemagne Suisse                                  |
|                                              | Hell Mountain                                                              | Hell Mountain                                            | Mike Rohl                                | 1998  | République tchèque Canada                         |
|                                              | Highlander : Le Gardien de l'immortalité                                   | Highlander: The Source                                   | Brett Leonard                            | 2007  | États-Unis                                        |
| Catastrophe sanitaire                        | The Hole                                                                   | Dong                                                     | Tsai Ming-liang                          | 1998  | France Taïwan                                     |
| Guerre non nucléaire                         | Hunger Games                                                               | The Hunger Games                                         | Gary Ross                                | 2012  | États-Unis                                        |
|                                              | Hybrid                                                                     | Hybrid                                                   | Fred Olen Ray                            | 1997  | États-Unis                                        |
|                                              | I Am Omega                                                                 | I Am Omega                                               | Fred Olen Ray                            | 2007  | États-Unis                                        |
|                                              | Idaho Transfert                                                            | Idaho Transfert                                          | Peter Fonda                              | 1973  | États-Unis                                        |
| Apocalypse nucléaire                         | Messieurs, j'ai tué Einstein                                               | Zabil jsem Einsteina, panove                             | Oldřich Lipský                           | 1970  | Tchécoslovaquie                                   |
|                                              | Impact final                                                               | Post Impact                                              | Christoph Schrewe                        | 2004  | États-Unis Allemagne                              |
| Catastrophe sanitaire                        | Infectés                                                                   | Carriers                                                 | Alex Pastor , David Pastor               | 2009  | États-Unis                                        |
| Apocalypse nucléaire                         | Interzone                                                                  | Interzone                                                | Joe D'Amato                              | 1987  | Italie                                            |
|                                              | In the Aftermath                                                           | In the Aftermath                                         | Carl Colpaert                            | 1988  | Japon Australie                                   |
| Apocalypse nucléaire                         | In the Year 2889                                                           | In the Year 2889                                         | Larry Buchanan                           | 1967  | États-Unis                                        |
| Apocalypse nucléaire                         | Irkutz 88                                                                  | Irkutz 88                                                | Jean-Jacques Rousseau                    | 2004  | Belgique                                          |
| Catastrophe naturelle                        | It's All About Love                                                        | It's All About Love                                      | Thomas Vinterberg                        | 2003  | Danemark                                          |
|                                              | It's Great to Be Alive                                                     | It's Great to Be Alive                                   | Alfred L. Werker                         | 1933  | États-Unis                                        |
| Catastrophe sanitaire                        | Je suis une légende                                                        | The Last Man on Earth                                    | Sidney Salkow Ubaldo Ragona              | 1964  | États-Unis Italie                                 |
| Catastrophe sanitaire                        | Je suis une légende                                                        | I Am Legend                                              | Francis Lawrence                         | 2007  | États-Unis                                        |
| Apocalypse nucléaire                         | La Jetée                                                                   | La Jetée                                                 | Chris Marker                             | 1962  | France                                            |
| Apocalypse nucléaire                         | Le Jour d'après                                                            | The Day After                                            | Nicholas Meyer                           | 1983  | États-Unis                                        |
| Catastrophe naturelle                        | Le Jour d'après                                                            | The Day After Tomorrow                                   | Roland Emmerich                          | 2004  | États-Unis                                        |
| Catastrophe sanitaire                        | Le Jour des morts-vivants                                                  | Day of the Dead                                          | George A. Romero                         | 1985  | États-Unis                                        |
| Apocalypse nucléaire                         | Le Jour où la Terre prit feu                                               | The Day the Earth Caught Fire                            | Val Guest                                | 1961  | Royaume-Uni                                       |
| Apocalypse nucléaire                         | Judge Dredd                                                                | Judge Dredd                                              | Danny Cannon                             | 1995  | États-Unis                                        |
| Apocalypse nucléaire                         | Ken le survivant (anime)                                                   | Fist of the North Star                                   | Toyoo Ashida                             | 1986  | Japon                                             |
|                                              | Killer Instinct                                                            | Split Second                                             | Tony Maylam Ian Sharp                    | 1992  | Royaume-Uni                                       |
|                                              | The Last Border                                                            | Viimeisella Rajallah                                     | Mika Kaurismäki                          | 1993  | Finlande Suède Allemagne                          |
|                                              | The Last Island                                                            | The Last Island                                          | Marleen Gorris                           | 1990  | Pays-Bas                                          |
|                                              | Mary Shelley's The Last Man                                                | The Last Man                                             | James Arnett                             | 2008  | États-Unis                                        |
|                                              | The Last Man on Earth                                                      | The Last Man on Earth                                    | John G. Blystone                         | 1924  | États-Unis                                        |
| Invasion de créatures                        | Last of the Living                                                         | Last of the Living                                       | Logan McMillan                           | 2008  | Nouvelle-Zélande                                  |
|                                              | Last Rites                                                                 | Last Rites                                               | Duane Stinnett                           | 2006  | États-Unis                                        |
|                                              | The Lawless Land                                                           | The Lawless Land                                         | Jon Hess                                 | 1988  | États-Unis                                        |
| Apocalypse nucléaire                         | Lettres d'un homme mort                                                    | Pisma myortvogo cheloveka                                | Konstantin Lopouchanski                  | 1986  | Union soviétique                                  |
| Catastrophe sanitaire                        | Les Derniers Jours                                                         | Los ultimos dias                                         | Àlex Pastor et David Pastor              | 2013  | Espagne                                           |
|                                              | Live Freaky! Die Freaky!                                                   | Live Freaky! Die Freaky!                                 | John Roecker                             | 2006  | États-Unis                                        |
| Catastrophe naturelle                        | Le Labyrinthe                                                              | The Maze Runner                                          | Wes Ball                                 | 2014  | États-Unis                                        |
| Apocalypse nucléaire                         | Le Livre d'Eli                                                             | The Book of Eli                                          | Albert et Allen Hughes                   | 2010  | États-Unis                                        |
| Invasion de créatures                        | Lost: Black Earth                                                          | Lost: Black Earth                                        | James Cole                               | 2004  | Australie                                         |
|                                              | Le Secret du monde englouti                                                | Lost City Raiders                                        | Jean de Segonzac                         | 2008  | Allemagne                                         |
| [ 18 ]                                       | Les Fils de l'homme                                                        | Children of Men                                          | Alfonso Cuarón                           | 2006  | États-Unis Royaume-Uni                            |
|                                              | Lunar Cop                                                                  | Lunar Cop                                                | Boaz Davidson                            | 1994  | États-Unis                                        |
| Apocalypse nucléaire                         | La Machine à explorer le temps                                             | The Time Machine                                         | George Pal                               | 1960  | États-Unis                                        |
| Apocalypse nucléaire                         | La Machine à explorer le temps                                             | Time Machine                                             | Simon Wells                              | 2002  | États-Unis                                        |
| Apocalypse sociale                           | Mad Max 2                                                                  | Mad Max 2: The Road Warrior                              | George Miller                            | 1981  | Australie                                         |
| Apocalypse nucléaire                         | Mad Max : Au-delà du dôme du tonnerre                                      | Mad Max Beyond Thunderdome                               | George Miller                            | 1985  | Australie                                         |
| Apocalypse sociale                           | Mad Max: Fury Road                                                         | Mad Max: Fury Road                                       | George Miller                            | 2015  | États-Unis                                        |
|                                              | Mad Warrior                                                                | Clash of the Warlords                                    | Willie Milan                             | 1985  | Philippines                                       |
| Apocalypse nucléaire                         | Malevil                                                                    | Malevil                                                  | Christian de Chalonge                    | 1981  | France                                            |
|                                              | Matrix                                                                     | Matrix                                                   | Andy et Larry Wachowski                  | 1999  | États-Unis                                        |
|                                              | Matrix Reloaded                                                            | Matrix Reloaded                                          | Andy et Larry Wachowski                  | 2002  | États-Unis                                        |
|                                              | Matrix Revolutions                                                         | Matrix Revolutions                                       | Andy et Larry Wachowski                  | 2003  | États-Unis                                        |
|                                              | Mémoires d'un survivant                                                    | Memoirs of a survivor                                    | David Gladwell                           | 1982  | Royaume-Uni                                       |
|                                              | The Men Who Fell                                                           | The Men Who Fell                                         | William L. Stewart                       | 2007  | États-Unis                                        |
|                                              | Metalstorm : la Tempête d'acier                                            | Metalstorm: The Destruction of Jared-Syn                 | Charles Band                             | 1983  | États-Unis                                        |
| Apocalypse nucléaire                         | Mindwarp (en)                                                              | Mindwarp                                                 | Steve Barnett                            | 1992  | États-Unis                                        |
| Apocalypse nucléaire                         | Le Monde des maudits                                                       | Land of Doom                                             | Peter Maris                              | 1986  | États-Unis                                        |
| Apocalypse nucléaire                         | Le Monde, la Chair et le Diable                                            | The World, the Flesh and the Devil                       | Ranald MacDougall                        | 1959  | États-Unis                                        |
|                                              | Mortal Engines                                                             | Mortal Engines                                           | Christian Rivers                         | 2018  | États-Unis Nouvelle-Zélande                       |
|                                              | Mutant Chronicles                                                          | Mutant Chronicles                                        | Simon Hunter                             | 2008  | États-Unis                                        |
|                                              | Mutants                                                                    | Mutants                                                  | David Morley                             | 2009  | France                                            |
|                                              | Nausicaä de la vallée du vent                                              | Kaze no Tani no Naushika                                 | Hayao Miyazaki                           | 1984  | Japon                                             |
| Apocalypse nucléaire                         | Neon City                                                                  | Neon City                                                | Monte Markham                            | 1992  | États-Unis Canada                                 |
| Invasion de créatures                        | Neon Genesis Evangelion: Death & Rebirth                                   | Shin Seiki Evangelion Gekijoban                          | Hideaki Anno                             | 1997  | Japon                                             |
|                                              | The New Women                                                              | The New Women                                            | Todd Hughes                              | 2001  | États-Unis                                        |
|                                              | New York ne répond plus                                                    | The Ultimate Warrior                                     | Robert Clouse                            | 1975  | États-Unis                                        |
|                                              | The Noah                                                                   | The Noah                                                 | Daniel Bourla                            | 1975  | États-Unis                                        |
| Apocalypse nucléaire                         | North Star : La Légende de Ken le Survivant                                | Fist of the North Star                                   | Tony Randel                              | 1995  | États-Unis                                        |
| Apocalypse nucléaire                         | Les Nouveaux Barbares                                                      | I nuovi barbari                                          | Enzo G. Castellari                       | 1982  | Italie                                            |
|                                              | Les Nouveaux Conquérants                                                   | Future Hunters                                           | Cirio H. Santiago                        | 1986  | Philippines                                       |
| Catastrophe naturelle                        | La Nuit de la comète                                                       | Night of the Comet                                       | Thom Eberhardt                           | 1984  | États-Unis                                        |
| Guerre non nucléaire                         | Numéro 9                                                                   | 9                                                        | Shane Acker                              | 2009  | États-Unis                                        |
|                                              | A Nymphoid Barbarian in Dinosaur Hell                                      | A Nymphoid Barbarian in Dinosaur Hell                    | Brett Piper                              | 1991  | États-Unis                                        |
| Apocalypse nucléaire                         | O-Bi, O-Ba- The End of Civilization                                        | O-Bi, O-Ba- Koniec Cywilizacji                           | Piotr Szulkin                            | 1985  | Pologne                                           |
| Invasion de créatures                        | Oblivion                                                                   | Oblivion                                                 | Joseph Kosinski                          | 2013  | États-Unis                                        |
|                                              | L'Œuf de l'ange                                                            | Tenshi no Tamago                                         | Mamoru Oshii                             | 1985  | Japon                                             |
| Catastrophe naturelle                        | Omega Cop (en)                                                             | Omega Cop                                                | Paul Kyriazi                             | 1990  | États-Unis                                        |
| Apocalypse nucléaire                         | Omega Doom (en)                                                            | Omega Doom                                               | Albert Pyun                              | 1996  | États-Unis                                        |
|                                              | Origine                                                                    | Gin-iro no kami no Agito                                 | Keiichi Sugiyama                         | 2006  | Japon                                             |
|                                              | Osa                                                                        | Osa                                                      | Oleg Egorov                              | 1985  | États-Unis                                        |
|                                              | Pale Cocoon                                                                | Aoi tamago                                               | Yasuhiro Yoshiura                        | 2006  | Japon                                             |
| Apocalypse nucléaire                         | Panique année zéro                                                         | Panic in the Year Zero!                                  | Ray Milland                              | 1962  | États-Unis                                        |
|                                              | Parasite                                                                   | Parasite                                                 | Charles Band                             | 1982  | États-Unis                                        |
|                                              | Pas de violence entre nous                                                 | Quem é Beta?                                             | Nelson Pereira dos Santos                | 1973  | Brésil France                                     |
|                                              | Phoenix the Warrior                                                        | Phoenix the Warrior                                      | Robert Hayes                             | 1988  | États-Unis                                        |
| Apocalypse nucléaire                         | La Planète des singes                                                      | Planet of the Apes                                       | Franklin Schaffner                       | 1968  | États-Unis                                        |
| Apocalypse nucléaire                         | Le Secret de la planète des singes                                         | Beneath the Planet of the Apes                           | Ted Post                                 | 1970  | États-Unis                                        |
| Apocalypse sociale                           | La Bataille de la planète des singes                                       | Battle for the Planet of the Apes                        | J. Lee Thompson                          | 1973  | États-Unis                                        |
|                                              | La Planète des singes                                                      | Planet of the Apes                                       | Tim Burton                               | 2001  | États-Unis                                        |
|                                              | Pollution mortelle                                                         | Airtight                                                 | Ian Barry                                | 1999  | États-Unis                                        |
|                                              | La Possibilité d'une île                                                   | La Possibilité d'une île                                 | Michel Houellebecq                       | 2008  | France                                            |
| Apocalypse nucléaire                         | Postman                                                                    | The Postman                                              | Kevin Costner                            | 1997  | États-Unis                                        |
|                                              | Les Prédateurs du futur                                                    | I predatori di Atlantide                                 | Ruggero Deodato                          | 1983  | Italie                                            |
|                                              | Prison Planet                                                              | Prison Planet                                            | Armand Gazarian                          | 1992  | États-Unis                                        |
|                                              | Quintet                                                                    | Quintet                                                  | Robert Altman                            | 1979  | États-Unis                                        |
| Apocalypse nucléaire                         | Rage                                                                       | Rage - Fuoco incrociato                                  | Tonino Ricci                             | 1984  | Italie                                            |
|                                              | Raiders of the Damned                                                      | Raiders of the Damned                                    | Milko Davis                              | 2005  | États-Unis                                        |
|                                              | La Guerre                                                                  | Rat                                                      | Veljko Bulajić                           | 1960  | Yougoslavie                                       |
| Apocalypse nucléaire                         | Les Rats de Manhattan                                                      | Rats : notte di terrore                                  | Bruno Mattei                             | 1984  | Italie                                            |
|                                              | Ravagers                                                                   | Ravagers                                                 | Richard Compton                          | 1979  | États-Unis                                        |
|                                              | Reactor                                                                    | Reactor                                                  | David Heavener                           | 1989  | États-Unis                                        |
|                                              | Recon 2020: the Caprini Massacre                                           | Recon 2020: the Caprini Massacre                         | Christian Viel                           | 2004  | Canada                                            |
|                                              | Recon 2022: the Mezzo Incident                                             | Recon 2022: the Mezzo Incident                           | Christian Viel                           | 2007  | Canada                                            |
| Apocalypse nucléaire                         | Le Refuge de la peur                                                       | El Refugio del miedo                                     | José Ulloa                               | 1974  | Espagne                                           |
| Invasion de créatures                        | Le Règne du feu                                                            | Reign of Fire                                            | Rob S. Bowman                            | 2002  | Royaume-Uni Irlande États-Unis                    |
| Catastrophe sanitaire                        | Resident Evil: Extinction                                                  | Resident Evil: Extinction                                | Russell Mulcahy                          | 2007  | Allemagne Royaume-Uni France Australie États-Unis |
| Invasion de créatures                        | Resiklo (en)                                                               | Resiklo                                                  | Mark Reyes                               | 2007  | Philippines                                       |
| Apocalypse nucléaire                         | Rêves                                                                      | Dreams                                                   | Akira Kurosawa et Ishirō Honda           | 1990  | Japon États-Unis                                  |
| Catastrophe naturelle                        | La Révolte des Triffides                                                   | The Day of the Triffids                                  | Steve Sekely et Freddie Francis          | 1962  | Royaume-Uni                                       |
|                                              | Robot Holocaust                                                            | Robot Holocaust                                          | Tim Kincaid                              | 1986  | États-Unis Italie                                 |
| Invasion de créatures                        | Robot Monster                                                              | Robot Monster                                            | Phil Tucker                              | 1953  | États-Unis                                        |
| Apocalypse nucléaire                         | Rock and Rule                                                              | Rock and Rule                                            | Clive Smith                              | 1983  | Canada                                            |
| Apocalypse nucléaire                         | Les Roues de feu                                                           | Wheels of Fire                                           | Cirio H. Santiago                        | 1985  | Philippines                                       |
| Apocalypse nucléaire                         | Rush                                                                       | Rush                                                     | Tonino Ricci                             | 1983  | Italie                                            |
|                                              | Le Sang des héros                                                          | The Blood of Heroes                                      | David Webb Peoples                       | 1989  | Australie États-Unis                              |
|                                              | La Semence de l'homme                                                      | Il seme dell'uomo                                        | Marco Ferreri                            | 1969  | Italie                                            |
|                                              | Sexmission                                                                 | Seksmisja                                                | Juliusz Machulski                        | 1984  | Pologne                                           |
|                                              | The Shape of Things to Come                                                | The Shape of Things to Come                              | George McCowan                           | 1979  | Canada                                            |
|                                              | Sheperd                                                                    | Shepherd                                                 | Peter Hayman                             | 1999  | Canada                                            |
|                                              | Shepherd 2                                                                 | Shepherd 2                                               | Eli Necakov                              | 1999  | États-Unis                                        |
|                                              | The Signal                                                                 | The Signal                                               | David Bruckner Dan Bush Jacob Gentry     | 2008  | États-Unis                                        |
|                                              | The Silent City                                                            | The Silent City                                          | Ruairi Robinson                          | 2006  | Irlande                                           |
| Catastrophe naturelle                        | Silent Running                                                             | Silent Running                                           | Douglas Trumbull                         | 1971  | États-Unis                                        |
| Apocalypse nucléaire                         | Sins of the Fleshapoids                                                    | Sins of the Fleshapoids                                  | Mike Kuchar                              | 1965  | États-Unis                                        |
|                                              | The Sisterhood                                                             | The Sisterhood                                           | Cirio H. Santiago                        | 1988  | États-Unis Philippines                            |
|                                              | Six Reasons Why                                                            | Six Reasons Why                                          | The Campagna Brothers                    | 2008  | Canada                                            |
| Apocalypse nucléaire                         | Six-String Samurai                                                         | Six-String Samurai                                       | Lance Mungia                             | 1998  | États-Unis                                        |
|                                              | The Sky Has Fallen                                                         | The Sky Has Fallen                                       | Doug Roos                                | 2009  | États-Unis                                        |
|                                              | Slipstream                                                                 | Slipstream                                               | Steven Lisberger                         | 1989  | États-Unis Royaume-Uni                            |
| Apocalypse nucléaire                         | Smoke'em if You Got'em                                                     | Smoke'em if You Got'em                                   | Ray Boseley                              | 1988  | Australie                                         |
| Catastrophe naturelle                        | Snowpiercer, le Transperceneige                                            | 설국열차                                                 | Bong Joon-ho                             | 2013  | Corée du Sud, France États-Unis                   |
| Apocalypse nucléaire                         | S.N.U.B!                                                                   | S.N.U.B!                                                 | Jonathan Glendening                      | 2010  | Royaume-Uni                                       |
| Apocalypse sociale                           | Soleil vert                                                                | Soylent Green                                            | Richard Fleischer                        | 1973  | États-Unis                                        |
| Apocalypse nucléaire                         | Les Sorciers de la guerre                                                  | Wizards                                                  | Ralph Bakshi                             | 1977  | États-Unis                                        |
| Catastrophe sanitaire                        | Space Sweepers                                                             | Space Sweepers                                           | Jo Sung-hee                              | 2021  | Corée du Sud                                      |
|                                              | Spirits of the Air, Gremlins of the Clouds                                 | Spirits of the Air, Gremlins of the Clouds               | Alex Proyas                              | 1989  | Australie                                         |
| Catastrophe sanitaire                        | Stake Land                                                                 | Stake Land                                               | Jim Mickle                               | 2010  | États-Unis                                        |
|                                              | Stalker                                                                    | Cmankep                                                  | Andreï Tarkovski                         | 1979  | Union soviétique                                  |
|                                              | Steel Dawn                                                                 | Steel Dawn                                               | Lance Hool                               | 1987  | États-Unis                                        |
|                                              | Steel Frontier                                                             | Steel Frontier                                           | Paul G. Volk Jacobsen Hart               | 1995  | États-Unis                                        |
|                                              | Stryker : 2021 après la chute de New York                                  | Stryker                                                  | Cirio H. Santiago                        | 1984  | Philippines                                       |
|                                              | Sur le globe d'argent                                                      | Na srebrnym globie                                       | Andrzej Zulawski                         | 1987  | Pologne                                           |
|                                              | Surf Nazis Must Die                                                        | Surf Nazis Must Die                                      | Peter George                             | 1987  | États-Unis                                        |
|                                              | Survival Earth                                                             | Survival Earth                                           | Peter McCubbin                           | 1985  | Canada                                            |
| Apovalypse nucléaire                         | Survival Zone                                                              | Survival Zone                                            | Percival Rubens                          | 1983  | Afrique du Sud                                    |
| Guerre non nucléaire                         | Le Survivant                                                               | The Omega Man                                            | Boris Sagal                              | 1971  | États-Unis                                        |
| Apocalypse nucléaire                         | Les Survivants de la fin du monde                                          | Damnation Alley                                          | Jack Smight                              | 1977  | États-Unis                                        |
|                                              | Survivor                                                                   | Survivor                                                 | Michael Shackleton                       | 1987  | Afrique du Sud États-Unis                         |
|                                              | Sweetwater                                                                 | Sweetwater                                               | Lasse Glomm                              | 1988  | Suède Norvège                                     |
| Apocalypse nucléaire                         | Taking Tiger Mountain                                                      | Taking Tiger Mountain                                    | Tom Huckabee                             | 1983  | Royaume-Uni États-Unis                            |
| Catastrophe naturelle                        | Talking with Dog                                                           | Talking with Dog                                         | Mark Roper                               | 2008  | États-Unis                                        |
| Catastrophe naturelle                        | Tank Girl                                                                  | Tank Girl                                                | Rachel Talalay                           | 1995  | États-Unis                                        |
|                                              | TC 2000                                                                    | TC 2000                                                  | T. J. Scott                              | 1993  | États-Unis                                        |
|                                              | Teenage Cave Man                                                           | Teenage Cave Man                                         | Roger Corman                             | 1958  | États-Unis                                        |
| Catastrophe naturelle                        | Teenage Caveman (Téléfilm)                                                 | Teenage Caveman                                          | Larry Clark                              | 2002  | États-Unis                                        |
|                                              | Tekken                                                                     | Tekken                                                   | Dwight H. Little                         | 2010  | États-Unis Japon                                  |
|                                              | Le Temps du loup                                                           | Le Temps du loup                                         | Michael Haneke                           | 2003  | France Autriche                                   |
|                                              | Terminal Virus                                                             | Terminal Virus                                           | Dan Golden                               | 1996  | États-Unis                                        |
| Apocalypse nucléaire                         | Terminator Renaissance                                                     | Terminator Salvation                                     | McG                                      | 2009  | États-Unis                                        |
|                                              | M.N.I. mutants non identifiés                                              | The Terror Within                                        | Thierry Notz                             | 1989  | États-Unis                                        |
|                                              | Terror Within 2                                                            | The Terror Within II                                     | Andrew Stevens                           | 1990  | États-Unis                                        |
| Apocalypse nucléaire                         | Threads                                                                    | Threads                                                  | Mick Jackson                             | 1984  | Royaume-Uni                                       |
| Apocalypse nucléaire                         | The Time Travelers                                                         | The Time Travelers                                       | Ib Melchior                              | 1964  | États-Unis                                        |
|                                              | Time Trooper                                                               | Morgengrauen                                             | Peter Sämann                             | 1985  | Autriche                                          |
|                                              | Tooth And Nail                                                             | Tooth And Nail                                           | Mark Young                               | 2007  | États-Unis                                        |
|                                              | Les Traqués de l'an 2000                                                   | Turkey Shoot                                             | Brian Trenchard-Smith                    | 1982  | Australie                                         |
|                                              | Twilight of the Dogs                                                       | Twilight of the Dogs                                     | John R. Ellis                            | 1995  | États-Unis                                        |
| Apocalypse nucléaire                         | L'Ultime Garçonnière                                                       | The Bed Sitting Room                                     | Richard Lester                           | 1969  | Royaume-Uni                                       |
| Apocalypse nucléaire                         | Ultimo deseo                                                               | Ultimo deseo                                             | León Klimovsky                           | 1976  | Espagne                                           |
|                                              | Ultra Warrior                                                              | Ultra Warrior                                            | Augusto Tamayo San Román Kevin Tent      | 1990  | Pérou États-Unis                                  |
|                                              | Urban Warriors                                                             | Urban Warriors                                           | Giuseppe Vari                            | 1987  | Italie                                            |
| Apocalypse nucléaire                         | USS Charleston, dernière chance pour l'humanité                            | On the Beach                                             | Russell Mulcahy                          | 2000  | Australie États-Unis                              |
|                                              | Vampire Hunter D: Bloodlust                                                | Vampire Hunter D: Bloodlust                              | Yoshiaki Kawajiri                        | 2000  | Japon                                             |
| Catastrophe sanitaire                        | The Vanguard                                                               | The Vanguard                                             | Matthew Hope                             | 2008  | Royaume-Uni                                       |
| Apocalypse nucléaire                         | Vektor (en)                                                                | Vektor                                                   | Ivan Rogar                               | 2010  | Croatie                                           |
| Guerre non nucléaire                         | Les Mondes futurs                                                          | Things to Come                                           | William Cameron Menzies                  | 1936  | Royaume-Uni                                       |
| Catastrophe sanitaire                        | Virus                                                                      | Fukkatsu no hi                                           | Kinji Fukasaku                           | 1980  | Japon                                             |
| Catastrophe sanitaire                        | WALL-E                                                                     | WALL-E                                                   | Andrew Stanton                           | 2008  | États-Unis                                        |
|                                              | Warlords                                                                   | Warlords                                                 | Fred Olen Ray                            | 1988  | États-Unis                                        |
|                                              | Warlords 3000                                                              | Warlords 3000                                            | Faruque Ahmed                            | 1992  | États-Unis                                        |
|                                              | Warriors of the Apocalypse                                                 | Warriors of the Apocalypse                               | Bobby Suarez                             | 1985  | Philippines États-Unis                            |
| Catastrophe naturelle                        | Waterworld                                                                 | Waterworld                                               | Kevin Reynolds                           | 1995  | États-Unis                                        |
|                                              | Where Have All the People Gone                                             | Where Have All the People Gone                           | John Llewellyn Moxey                     | 1974  | États-Unis                                        |
|                                              | White Wall                                                                 | White Wall                                               | James Boss                               | 2010  | États-Unis                                        |
|                                              | The Wind of Amnesia                                                        | Kaze no na wa amunejia                                   | Kazuo Yamazaki                           | 1993  | Japon                                             |
|                                              | W is War                                                                   | W is War                                                 | Willie Milan                             | 1983  | Philippines                                       |
| [ 19 ]                                       | Wonderful Days                                                             | Wonderful Days                                           | Kim Moon-saeng                           | 2003  | Corée du Sud                                      |
| Apocalypse nucléaire                         | World Gone Wild                                                            | World Gone Wild                                          | Lee H. Katzin                            | 1988  | États-Unis                                        |
|                                              | World without End                                                          | World without End                                        | Edward Bernds                            | 1956  | États-Unis                                        |
|                                              | The Wylds                                                                  | The Wylds                                                | Andrew Wiest                             | 2010  | États-Unis                                        |
|                                              | Yor, le chasseur du futur                                                  | Il mondo di Yor                                          | Antonio Margheriti                       | 1983  | Italie                                            |
|                                              | Zardoz                                                                     | Zardoz                                                   | John Boorman                             | 1974  | Royaume-Uni États-Unis                            |
|                                              | Zone 39                                                                    | Zone 39                                                  | John Tatoulis                            | 1996  | Australie                                         |
| Apocalypse nucléaire                         | Zordax II : La Guerre du métal (court métrage)                             | Zordax II : La Guerre du métal                           | Syl Disjonk                              | 2006  | Canada                                            |
|                                              | Sans un bruit                                                              | A Quiet Place                                            | John Krasinski                           | 2018  | États-Unis                                        |
| Invasion de créatures                        | Bird Box                                                                   | Bird Box                                                 | Susann Bier                              | 2018  | États-Unis                                        |
| Invasion de créatures · Guerre non nucléaire | Revolt                                                                     | Revolt                                                   | Joe Miale                                | 2017  | Royaume-Uni                                       |